# Christina Zurhausen

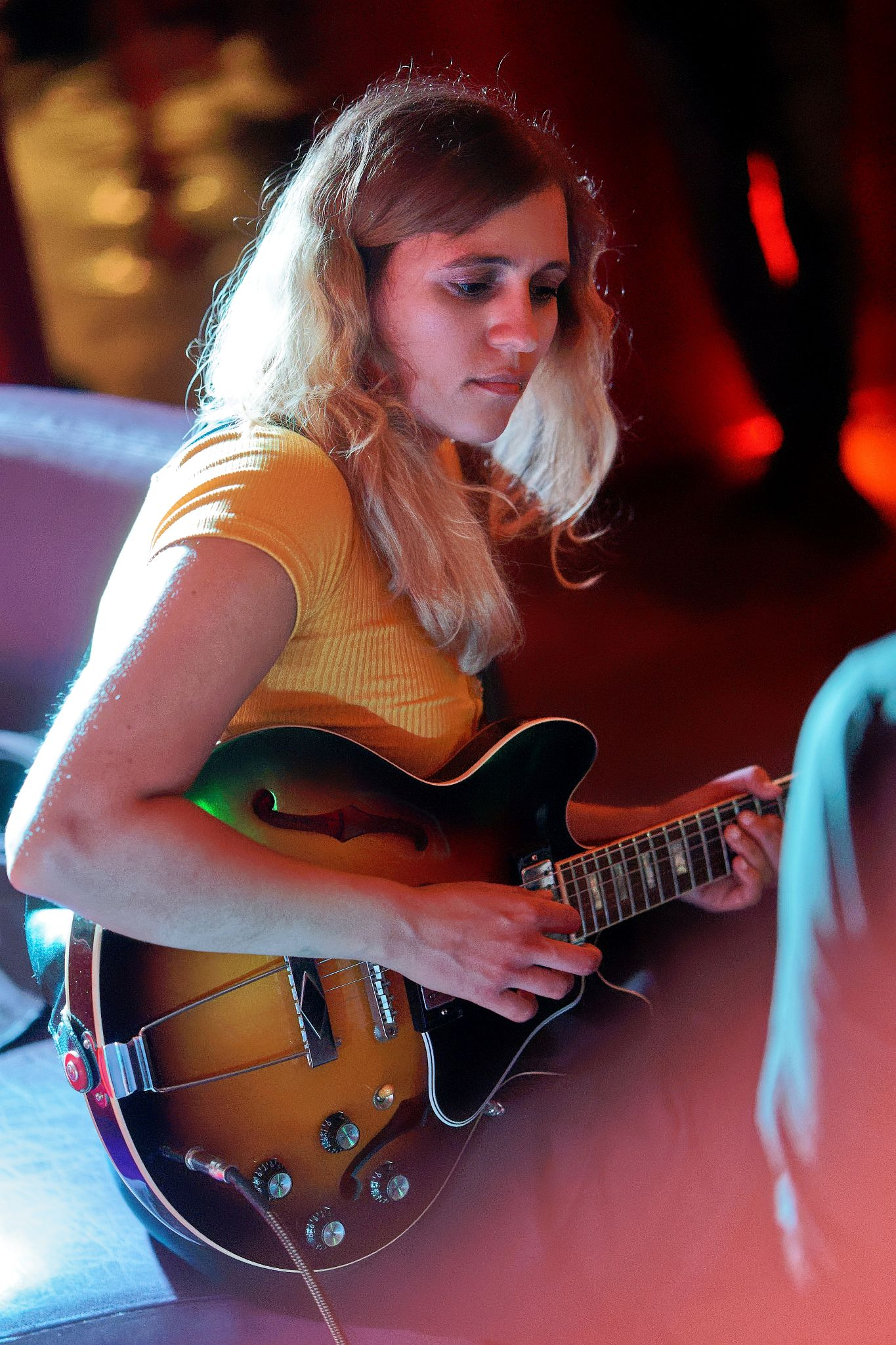
Christina Zurhausen (2018)

Christina Zurhausen (* 15. August 1981 in Bottrop) ist eine deutsche Gitarristin und Komponistin im Bereich des Jazz und der improvisierten Musik. Charakteristisch für ihren Stil ist die Mischung aus freier Improvisation und Jazz mit der Grunge-Ästhetik der 1990er-Jahre.

## Leben und Wirken
Zurhausen ist in Bottrop aufgewachsen. Mit zwölf Jahren nahm sie für zwei Jahre Klavierunterricht und mit 17 Jahren E-Gitarren-Unterricht. In ihrer Jugend hörte sie intensiv Punk- und Rockbands wie Nirvana, The Doors und Rage Against the Machine. Mit 20 Jahren entdeckte Zurhausen die Musik des Jazzgitarristen John Abercrombie und damit den Jazz, womit sie sich ab diesem Zeitpunkt intensiv beschäftigte. Die Einflüsse aus Rockmusik, Improvisierter Musik und Jazz bringt Zurhausen seitdem in die eigene Musik ein.
Ab 2004 studierte Zurhausen am Münchner Gitarren Institut (MGI) und schloss mit einem Diplom 2005 ab. Zwischen 2003 und 2006 studierte sie Philosophie und Geschichte an der Universität Duisburg-Essen. Anschließend studierte sie Jazzgitarre von 2007 bis 2009 an der Hochschule für Musik und Tanz in Köln und danach von 2010 bis 2014 am Institut für Musik (IfM) an der Hochschule Osnabrück, wo sie bei Frank Wingold, Joachim Schönecker und Philipp van Endert mit dem Bachelor of Arts abschloss. Zudem besuchte sie Meisterklassen und Workshops bei Philip Catherine, Lionel Loueke, Christian McBride, David Liebman und Kurt Rosenwinkel. Von 2014 bis 2018 nahm sie an der Peter Herbolzheimer European Masterclass Big Band, geleitet von John Ruocco und Erik van Lier, teil.
Zurhausen spielt in ihrer Band Ausfahrt mit Yaroslav Likhachev, Torben Schug und Ramon Keck, in der sie auch als Bandleaderin und Komponistin agiert. Zudem spielt sie bei Dialectical Flow mit Ramon Keck, ihrem Christina Zurhausen Trio, Endgegner mit Johannes Still, Dario Schattel und Ramon Keck, By the way mit Emese Mühl und Frank Wunsch und Who Let the Cat Out und veröffentlicht mit ihnen Alben. Im März 2023 ist ihr Soloalbum See You in the Trees bei Unit Records erschienen.
Seit 2015 ist Zurhausen Dozentin für Gitarre, Bands und Workshops an der Offenen Jazz Haus Schule in Köln.

## Veröffentlichungen
- 2018: Ausfahrt – Vergessene Möglichkeiten, Fattoria Musica Records (Christina Zurhausen – Gitarre, Henning Vetter – Saxophon, Torben Schug – Bass, Ramon Keck – Schlagzeug)
- 2021: Ausfahrt – The End of the World, Unit Records (Christina Zurhausen – Gitarre, Yaroslav Likhachev – Saxophon, Torben Schug – Bass, Ramon Keck – Schlagzeug)[7]
- 2022: By the Way – Time for Blue, Mons Records (Frank Wunsch – Piano/Komposition, Emese Muehl – Gesang, Christina Zurhausen – Gitarre/Komposition)
- 2023: See You in the Trees, Unit Records[5]
- 2023: Dialectical Flow  - Make a Move, JazzHausMusik
- 2024: Ausfahrt - That`s a Trap, nWog Records (Christina Zurhausen – Gitarre, Yaroslav Likhachev – Saxophon, Torben Schug – Bass, Ramon Keck – Schlagzeug)
- 2025: der Vierte Zustand - Layers, Creative Sources Recordings (Hanna Schörken - Stimme, Christina Zurhausen - Gitarre, Ramon Keck - Schlagzeug)

beteiligt an
- 2024: Clemens Gottwald - PRISMA, Jazz Thing Next Generation Vol. 101
- 2022: Breeze – Breeze
- 2022: Endgegner – Endgegner goes Indie
- 2021: Endgegner – … plays PC (EP)
- 2021: Endgegner – Local Multiplayer
- 2019: Endgegner – B and Up